# Laura Blanc
Pour les articles homonymes, voir Blanc (homonymie).
 (janvier 2024).
Laura Blanc est une actrice et directrice artistique française essentiellement active dans le doublage.
Elle est notamment la voix française régulière de Kate Beckinsale, Jennifer Garner, Amanda Peet, Paula Patton, Rosamund Pike, Yvonne Strahovski, Anne Dudek, Ashley Scott, Maggie Lawson, Dina Meyer et Reese Witherspoon ainsi qu'une voix récurrente de Cobie Smulders, Rebecca Ferguson, Tori Spelling, Kathryn Hahn, Kristin Kreuk, Amy Smart, Emily Rose et Claire Forlani,.
Aussi active dans l'animation, elle est notamment la voix de la princesse Kida dans le film d'animation Atlantide, l'empire perdu (2001) ainsi que celle de la princesse Mira Nova dans la série d'animation Les Aventures de Buzz l'Éclair (2001-2002).
Elle est également connue pour avoir prêté sa voix à des personnages du jeu vidéo, dont notamment à Léliana dans Dragon age Origins, à Carmelita Fox dans les jeux Sly Cooper (2003-2013), à Liara T'Soni dans la trilogie Mass Effect (2007-2012), à Émilie de Rochefort (Lili) depuis Tekken Tag Tournament 2, ou encore à Chloé Frazer dans les jeux Uncharted (2009-2017).
Elle est la fille du chanteur Gérard Blanc, et de la chanteuse et compositrice Lesley Jayne.

## Doublage
Note : Les années en italique correspondent aux sorties initiales des films auxquels Laura Blanc a assuré le redoublage ou le doublage tardif.
Sources : RS Doublage, Doublage Séries Database, Planète Jeunesse

### Cinéma

#### Films
- Jennifer Garner dans (25 films) :
  - Arrête-moi si tu peux (2002) : Cheryl Ann
  - Daredevil (2003) : Elektra Natchios
  - 30 ans sinon rien (2004) : Jenna Rink
  - Elektra (2005) : Elektra Natchios
  - Ma vie sans lui (2006) : Gray Wheeler
  - Le Royaume (2007) : Janet Meyes
  - Juno (2008) : Vanessa Loring
  - Hanté par ses ex (2009) : Jenny Perotti
  - Mytho-Man (2010) : Anna
  - Valentine's Day (2010) : Julia Fitzpatrick
  - Arthur, un amour de milliardaire (2011) : Susan Johnson
  - La Famille Pickler (2012[n 1]) : Laura Pickler
  - Dallas Buyers Club (2013) : Dr Eve Saks
  - Men, Women and Children (2014) : Patricia Beltmeyer
  - Le Pari (2014) : Ali Parker
  - Alexandre et sa journée épouvantablement terrible et affreuse (2014) : Kelly Cooper
  - Joyeuse fête des mères (2016) : Dana Barton
  - Ma vie de chat (2016) : Lara
  - Wakefield (2016) : Diana Wakefield
  - Love, Simon (2018) : Emily Spier
  - Peppermint (2018) : Riley North
  - Yes Day (2021) : Allison Torres
  - Adam à travers le temps (2022) : Ellie Reed, mère d'Adam
  - Family Switch (2023) : Jess Walker
  - Deadpool et Wolverine (2024) : Elektra Natchios
- Kate Beckinsale dans (20 films) :
  - Pearl Harbor (2001) : Evelyn Johnson
  - Laurel Canyon (2002) : Alex
  - Underworld (2003) : Selene
  - Underworld 2 : Évolution (2006) : Selene
  - Click : Télécommandez votre vie (2006) : Donna Newman
  - Snow Angels (2007) : Annie Marchand
  - Motel (2007) : Amy Fox
  - Whiteout (2009) : Carrie Stetko
  - Underworld 3 : Le Soulèvement des Lycans (2009) : Selene (voix off)
  - Underworld : Nouvelle Ère (2012) : Selene
  - Contrebande (2012) : Kate Farraday
  - Total Recall : Mémoires programmées (2012) : Lori
  - Mensonges et Faux Semblants (2013[n 2]) : Cate McCall[n 3]
  - Hysteria (2014[n 4]) : Eliza Graves[n 3]
  - L'Affaire Jessica Fuller (2014[n 5]) : Simone Ford[n 3]
  - Absolutely Anything (2015) : Catherine
  - Love & Friendship (2016) : Lady Susan Vernon
  - Underworld: Blood Wars (2017) : Selene
  - Jolt (2021) : Lindy Lewis
  - Canari noir (2024) : Avery Graves
- Rosamund Pike dans (12 films) :
  - Doom (2005) : Samantha Grimm
  - Orgueil et Préjugés (2005) : Jane Bennet
  - La Colère des Titans (2012) : Andromède
  - Gone Girl (2014) : Amy Elliott Dunne
  - A Long Way Down (2014) : Penny
  - Ce week-end-là... (2014) : Abi
  - Blind Date (2015) : Miranda Wells
  - Hostiles (2018) : Rosalie Quaid
  - Otages à Entebbe (2018) : Brigitte Kuhlmann
  - Radioactive (2019) : Marie Curie
  - I Care a Lot (2020) : Marla Grayson
  - Saltburn (2023) : Elspeth Catton
- Rebecca Ferguson dans (10 films) :
  - Hercule (2014) : Ergenia
  - Florence Foster Jenkins (2016) : Kathleen
  - Life : Origine inconnue (2017) : Miranda North
  - Le Bonhomme de neige (2017) : Katrine Bratt
  - Alex, le destin d'un roi (2019) : Morgana
  - Men in Black International (2019) : Riza
  - Doctor Sleep (2019) : Rose « Claque » O'Hara
  - Reminiscence (2021) : Mae
  - Dune : Première partie (2021) : Dame Jessica
  - Dune : Deuxième partie (2024) : Dame Jessica
- Amanda Peet dans (7 films) :
  - Tout peut arriver (2003) : Marin
  - Mon voisin le tueur 2 (2004) : Jill
  - Syriana (2005) : Julie Goodman
  - Griffin et Phoenix (2006) : Phoenix
  - Boston Streets (2008) : Stacy Reilly
  - 2012 (2009) : Kate
  - La Beauté du geste (2010) : Mary
- Reese Witherspoon dans (7 films) :
  - Vanity Fair : La Foire aux vanités (2004) : Becky Sharp
  - Comment savoir (2010) : Lisa
  - Target (2012) : Lauren Scott
  - The Good Lie (2014) : Carrie
  - Un cœur à prendre (2017) : Alice
  - Toi chez moi et vice-versa (2023) : Debbie
  - Vous êtes cordialement invités (2025) : Margot
- Diane Kruger dans (7 films) :
  - Benjamin Gates et le Livre des secrets (2008) : Abigail Chase
  - Père et Fille (2015) : Elisabeth
  - Infiltrator (2016) : Kathy Ertz
  - J.T. LeRoy (2018) : Eva
  - First Love (2022) : Kay Albright
  - Out of the Blue (2022) : Marilyn
  - Marlowe (2022) : Clare Cavendish
- Cobie Smulders dans (6 films) :
  - Avengers (2012) : l'agent du SHIELD Maria Hill
  - Captain America : Le Soldat de l'hiver (2014) : l'agent du SHIELD Maria Hill
  - Avengers : L'Ère d'Ultron (2015) : l'agent du SHIELD Maria Hill
  - Jack Reacher: Never Go Back (2016) : le major Susan Turner
  - Avengers: Infinity War (2018) : Maria Hill
  - Spider-Man: Far From Home (2019) : Maria Hill
- Kathryn Hahn dans (5 films) :
  - Comment se faire larguer en 10 leçons (2003) : Michelle Rubin
  - De pères en fils (2004) : Sarah
  - Bad Words (2013) : Jenny Widgeon
  - Broadway Therapy (2014) : Delta Simmons
  - Private Life (2018) : Rachel
- Amy Smart dans (5 films) :
  - Hyper Tension (2006) : Eve
  - Mirrors (2008) : Angela Carson
  - Hyper Tension 2 (2009) : Eve
  - The Redemption (2011) : Jenny Porter
  - Bad Country (2013) : Lynn Weiland
- Paula Patton dans (5 films) :
  - Swing Vote : La Voix du cœur (2008) : Kate Madison
  - Mission impossible : Protocole Fantôme (2011) : Jane Carter
  - Jumping the Broom (2011) : Sabrina Watson
  - 2 Guns (2013) : Deb
  - Traffik (2018) : Brea
- Yvonne Strahovski dans (5 films) :
  - Killer Elite (2011) : Anne
  - Maman, j'ai raté ma vie (2013) : Jessica
  - I, Frankenstein (2014) : Terra Wessex
  - Je ne vois que toi (2016[n 6]) : Karen (version VOD)
  - The Tomorrow War (2021) : le colonel Muri Forester
- Maura Tierney dans (4 films) :
  - Bienvenue à Mooseport (2004) : Sally Mannis
  - Baby Mama (2008) : Caroline Holbrook
  - Iron Claw (2023) : Doris Von Erich
  - Twisters (2024) : Cathy Carter
- Elizabeth Banks dans :
  - À la dérive (2002) : Debi
  - Les Grands Frères (2009) : Beth
  - Les Intrus (2009) : Rachel Summers
- Claire Forlani dans :
  - Le Médaillon (2003) : Nicole James
  - Precious Cargo (2016) : Karen
  - Black Beauty (2020) : Mme Winthorp
- Sharon Horgan dans : 
  - Game Night (2018) : Sarah
  - The Singing Club (2019) : Lisa
  - Tout le monde parle de Jamie (2021) : Miss Hedge
- Shannon Elizabeth dans :
  - Scary Movie (2000) : Buffy Gilmore
  - Jay et Bob contre-attaquent (2001) : Justice
- Sarah Polley dans :
  - Le Poids de l'eau (2000) : Maren Hontvedt
  - Splice (2009) : Elsa
- Jaime Pressly dans :
  - DOA: Dead or Alive (2007) : Tina Armstrong
  - I Love You, Man (2009) : Denise
- Kristen Bell dans :
  - Sans Sarah, rien ne va ! (2008) : Sarah Marshall
  - Thérapie de couples (2009) : Cynthia
- Molly Sims dans :
  - Yes Man (2008) : Stephanie
  - The Wrong Missy (2020) : Melissa « Missy »
- Erin Cahill dans :
  - Le Chihuahua de Beverly Hills 2 (2011) : Rachel Ashe
  - Le Chihuahua de Beverly Hills 3 (2012) : Rachel Ashe
- Emily Beecham dans :
  - Little Joe (2019) : Alice Woodard
  - Zone hostile (2021) : Sofiya
- Valentina Cervi dans :
  - L'ultimo Paradiso (2021) : Lucia
  - Il filo invisibile (2022) : Monica Ferrari
- 1977[n 7] : La Fièvre du samedi soir : Stephanie Mangano (Karen Lynn Gorney)
- 1978[n 8] : Superman : Loïs Lane (Margot Kidder)
- 1998 : Big Party : Molly Stinson (Michelle Brookhurst)
- 1999 : Virgin Suicides : Mary Lisbon (A. J. Cook)
- 2000 : Le Fantôme de Sarah Williams : Sarah Williams (Jennifer Connelly)
- 2000 : Battle Royale : Yumiko Kusaka (Takako Baba)
- 2001 : Bully : Alice Willis (Bijou Phillips)
- 2001 : L'Ascenseur : Niveau 2 : Jennifer Evans (Naomi Watts)
- 2002 : Allumeuses ! : Greta (Chelsea Bond)
- 2002 : Jeux pervers : Elizabeth (January Jones)
- 2002 : Le Nouveau : Courtney (Sunny Mabrey)
- 2003 : Kangourou Jack : Jessie (Estella Warren)
- 2003 : 8 Mile : Jenny (Taryn Manning)
- 2003 : Pour le meilleur et pour le rire : Lauren (Monet Mazur)
- 2003 : École paternelle : la mère de Becca (Annabelle Gurwitch)
- 2003 : Scary Movie 3 : Annie Logan (Denise Richards)
- 2003 : Spy Kids 3 : Mission 3D : Francesca Giggles (Thalía)
- 2004 : Street Dancers : Liyah (Jennifer Nicole Freeman)
- 2005 : American Crime : Jesse St. Claire (Rachael Leigh Cook)
- 2005 : Shérif, fais-moi peur : Daisy Duke (Jessica Simpson)
- 2005 : Red Eye : Sous haute pression : Cynthia (Jayma Mays)
- 2005 : Goal! : Naissance d'un prodige : Christina (Cassandra Bell)
- 2006 : 8 mm 2 : Perversions fatales : Tish (Lori Heuring)
- 2006 : Thank You for Smoking : Jill Naylor (Kim Dickens)
- 2007 : Détour mortel 2 : Nina Papas (Erica Leerhsen)
- 2007 : Entre deux rives : Mona (Lynn Collins)
- 2007 : Le Goût de la vie : Christine (Arija Bareikis)
- 2009 : Un mariage de rêve : Sarah Hurst (Charlotte Riley)
- 2009 : Docteur Dolittle 5 : Tiffany Monaco (Tegan Moss)
- 2009 : Crimes of the Past (en) : Josephine Sparrow (Elisabeth Röhm)
- 2010 : Piranha 3D : Danni Arslow (Kelly Brook)
- 2010 : Bébé mode d'emploi : Janine Groff (Sarah Burns)
- 2010 : Burlesque : Natalie (Dianna Agron)
- 2010 : L'Ange du mal : Antonella D'Agostino (Paz Vega)
- 2010 : Prowl : Suzy (Ruta Gedmintas)
- 2011 : Scream 4 : Rachel (Anna Paquin)
- 2012 : The Words : Celia (Nora Arnezeder)
- 2013 : Monsoon Shootout : Rani (Tannishtha Chatterjee)
- 2014 : Si je reste : Liddy (Chelah Horsdal)
- 2016 : Miss Sloane : Cynthia (Lucy Owen)
- 2016[n 9] : Un tueur parmi nous : Helen Hathaway (Ashley Scott)
- 2016 : Retour vers le passé : Cassie Sinclair (Courtney Hope)
- 2017 : The Killing Pact : Hayley (Emily Rose)
- 2017 : Moi, Tonya : Dody Teachman (Bojana Novakovic)
- 2020 : Enragé : Deborah Haskell (Anne Leighton)
- 2020 : Calibro 9 : Roberta (Jessica Cressy)
- 2021 : La Méthode Williams : l'assistante sociale (Erin Cummings)
- 2021 : Small Engine Repair : Karen Delgado (Jordana Spiro)
- 2021[n 10] : Les Promesses : Laura (Kelly Reilly)
- 2022 : L'Emprise du vice : Kathleen Breezewood / Desiree (Emilie Ullerup)
- 2022 : F*ck l'amour, toujours ! : Fortune Teller (Bertrie Wierenga)
- 2022 : Troll : Pr Nora Tidemann (Ine Marie Wilmann)
- 2022 : Old People : Ella Wagner (Melika Foroutan)
- 2022 : L'Emprise du démon : Claire (Emily Wiseman)
- 2022 : Le Livre de Catherine (en) : Lady Aislinn (Billie Piper)
- 2024 : Unis même après la mort (en) : Audrey (Billie Lourd)
- 2025 : The Amateur : Inquiline Davies (Caitríona Balfe)
- 2025 : Drop Game : Violet Gates (Meghann Fahy)

#### Films d'animation
- 1994[n 11] : Pompoko : Koharu
- 2001 : Atlantide, l'empire perdu : la princesse Kida
- 2002 : Cendrillon 2 : Une vie de princesse : Cendrillon
- 2003 : Les Énigmes de l'Atlantide : la princesse Kida
- 2004 : Kiki la petite sorcière : Ursula
- 2006 : Renaissance : Bislane Tasuiev
- 2007 : Le Sortilège de Cendrillon : Cendrillon
- 2008 : Les Aventures de Impy le Dinosaure : Peg
- 2008 : Star Wars: The Clone Wars : Asajj Ventress
- 2009 : Le Monde merveilleux de Impy : Peg
- 2011 : Lego Star Wars : La Menace Padawan : Asajj Ventress
- 2012 : L'Âge de glace 4 : La Dérive des continents : Kira[n 12] (voix et chant)
- 2016 : L'Âge de glace : Les Lois de l'Univers : Kira[n 12]
- 2018 : Ralph 2.0 : Cendrillon
- 2020 : Voyage vers la Lune : Mme Zhong
- 2021 : Evangelion: 3.0+1.0 Thrice Upon a Time : voix additionnelles
- 2021 : Spirit : L'Indomptable : Cora Prescott
- 2022 : Les murs vagabonds : voix additionnelles
- 2022 : Samouraï Academy : la mère
- 2022 : Scrooge : Un (mé)chant de Noël : voix additionnelles
- 2023 : Nicky Larson : Angel Dust : Angie
- 2024 : Justice League: Crisis on Infinite Earths Part 1 : Harbinger
- 2025 : KPop Demon Hunters : Celine
- 2025 : Couic ! : Honey[n 13]

### Télévision

#### Téléfilms
- Ashley Scott dans (15 téléfilms) :
  - Le Courrier de Noël (2010) : Kristi North
  - Passion trouble (2012) : Christine
  - Voleuse d'enfant (2013) : Anne
  - Le Meurtrier de minuit (2013) : Lauren Price
  - Un homme trop parfait (2013) : April
  - Un Noël qui a du chien (2013) : Maya
  - Une proie facile (2015) : Julia
  - Une vie à recommencer (2016) : Mina Gardner
  - Protéger ma fille à tout prix (2017) : Arden Walsh
  - Amour et Manipulation (2017) : Elizabeth
  - Une famille en sursis (2017) : Karen Clark
  - Je détruirai ta famille (2017) : Caroline Winters
  - Enfants stars, adolescence brisée (2018) : Sheila Feldman
  - Obsession secrète (2019) : l'infirmière Masters
  - Vidéos truquées, ado en danger (2022) : Rebecca
- Dina Meyer dans (11 téléfilms) :
  - Piégée sur la toile (2008) : Beth Wyatt
  - Coupable de séduction (2008) : Rebecca Walker
  - Un voisin trop charmant (2008) : Sara
  - Erreur fatale (2009) : Julia
  - Accusée par erreur (2013) : Kay Sullivan
  - Noël au soleil (2014) : Jessica Brady
  - Mensonges et vérité (2015) : Allison
  - Innocence volée (2015) : Carissa Kensington
  - Les Chaussures magiques (2015) : Kathleen Larou
  - Vol 192 (2016) : Sarah Plummer
  - Tu m'épouseras… (2017) : l'inspecteur Michelle Price
- Ashley Williams dans (8 téléfilms) :
  - Au cœur de l'amour (2011) : Elinor Dashwood
  - Un festival pour Noël (2017) : Allie Shaw
  - La Clef d'un Noël réussi (2018) : Allie Shaw
  - Quelques jours à Noël (2019) : Peyton Canaday
  - Un Noël pour deux : Retour à la maison (2021) : Meg Swift
  - Un Noël pour deux : Coup de foudre en ville (2021) : Meg Swift
  - Deux Billets pour le Paradis (2022) : Hannah Holt
  - Mon miracle de Noël (2023) : Kaitlyn Morrison
- Tori Spelling dans (7 téléfilms) :
  - Le Cadeau de Carole (2003) : Carol Cartman
  - Un mariage à l'épreuve (2005) : Nina Hamilton
  - Une famille pour Charlie (2005) : Charlie McKenzie
  - Au-delà de la vérité (2005) : Holly Winters
  - La Maison du secret (2007) : Elise
  - Les Princesses des neiges (2012) : Marci
  - Sexe, mensonges et vampires (2016) : Julie Lewisohn
- Maggie Lawson dans (7 téléfilms) :
  - Le Cœur d'un autre (2002) : Amanda Maddox
  - Quand la vie est Rose (2004) : Rachel
  - Mort en beauté (2009) : Lacey Smithsonian
  - Un crime à la mode (2009) : Lacey Smithsonian
  - Psych: The Movie (2017) : Juliet O'Hara
  - Nous deux, c'était écrit (2019) : Jamie Vaughn
  - Le Calendrier secret de Noël (2019) : Katie Connell
- Crystal Allen dans (7 téléfilms) :
  - Anaconda 3 : L'Héritier (2009) : Amanda Hayes
  - Anacondas 4 : La Piste du sang (2010) : Amanda Hayes
  - Ghost Storm (2011) : Ashley Miller
  - Le Club du masque blanc (2017) : Mme Glynner
  - Qui est la tueuse ? Ma mère ou moi ? (2019) : Annie
  - L'Ombre d'une mère indigne (2020) : Anna
  - La Reine des manipulatrices (2023) : Lacy Settle
- Sarah Carter dans (5 téléfilms) :
  - Ma vie très privée (2008) : Angela Lucas
  - Mystère à Salem Falls (2012) : Addie Peabody
  - Le Tueur à la poupée (2013) : Dr Kate Kovic
  - Un cow-boy pour Noël (2014) : Holly Jensen
  - Trahie par le passé (2015) : Sarah Winters
- Nicky Whelan dans (5 téléfilms) :
  - Le Voyage surprise de Noël (2017) : Molly
  - Mon fils sous emprise (2018) : Lorna
  - Souviens-toi, notre secret l'été dernier... (2019) : Amy Pruitt
  - Confessions d'une ado diabolique (2020) : Gwen Reynolds
  - Le Cauchemar d'une future maman (2021) : Valérie
- Amy Smart dans (4 téléfilms) :
  - American 70's : Ces années là (2001) : Christie Shales
  - Les Douze Noël de Kate (2012) : Kate Stanton
  - Terrifiée par mon mari (2014) : Meredith
  - Coup de foudre et imprévus (2017) : Mary Landers
- Alexandra Holden dans (4 téléfilms) :
  - Dette de sang (2003) : Sunny Burkhardt
  - L'École de la vie (2004) : Scarlett Smith
  - Au bord de la folie (2007) : Jamie
  - Maman à 16 ans (2014) : Alicia Lynne
- Shannon Elizabeth dans (4 téléfilms) :
  - L'Affaire Enron (2003) : Courtney
  - Un mariage presque parfait (2005) : Samantha
  - Dans l'ombre du doute (2013) : Linda
  - La Star de Noël (en) (2013) : Nicky Crandon
- Polly Shannon dans :
  - Jesse Stone : En l'absence de preuves (2006) : Abby Taylor
  - Jesse Stone : Une ville trop tranquille (2007) : Abby Taylor
  - Un cœur d'athlète (2008) : Donna Clavel
- Claire Forlani dans :
  - Nightfall : Agent double (2009) : Pippa Porter
  - Dès le premier regard (2010) : Christine
  - Une femme sous influence (2016) : Alison Wynn
- Christina Cox dans :
  - À la recherche de M. Parfait (2008) : Hallie Galloway
  - La Fugitive (2012) : Cameron Langford
  - À l'aube de la destruction (2013) : Dr Rachel Reed
- Jewel Staite dans :
  - Miracle à Manhattan (2010) : Holly Wilson
  - Le Jugement dernier (2011) : Brooke
  - Que s'est-il passé cette nuit-là ? (2017) : Stella Williams
- Emily Rose dans :
  - La Maison des souvenirs (2013) : Mary Ross
  - Carly, 16 ans, enlevée et vendue (2017) : Annalise O'Neil
  - Coup de foudre avant l'heure (2017) : Trish Harper
- Katrina Begin dans :
  - Second coup de foudre à Noël (2017) : Caroline
  - La Sœur disparue (2019) : Sharon
  - Le Secret de mes 16 ans (2020) : Lindy Shores
- Kelly Hope Taylor dans :
  - La Chance de nos vies (2021) : Valencia
  - Dans les bras d'un psychopathe (2022) : Thea
  - Mon bébé n'est pas à vendre ! (2023) : Abigail
- Kristin Kreuk dans :
  - La Prophétie du sorcier (2005) : Tenar
  - Ben-Hur (2011) : Tirzah
- Heike Makatsch dans :
  - Le Combat d'une femme (2009) : Hope Bridges Adams-Lehmann
  - Retour au pays (2012) : Katarina Endriss
- Sarah Thompson dans :
  - Une nounou pour Noël (2010) : Tina
  - Les Douze Vœux de Noël (2012) : Faith
- Elisabeth Röhm dans :
  - Coup de foudre pour Noël (2011) : Priscilla Hall
  - Sous le charme de Noël (2014) : Priscilla Hall
- Esther Schweins dans :
  - La Châtelaine (2012) : Isabel de Melancourt
  - Hôtel de rêve... (En Birmanie) (2013) : Anna Pauli
- Christy Carlson Romano dans :
  - Une belle fête de Noël (2016) : Caroline
  - 24h pour sauver mon bébé ! (2019) : Gloria
- Sarah Allen (en) dans :
  - J'ai tué mon mari (2021) : Alice
  - Road trip mortel (2022) : Helen Taylor
- 1995 : Abandonnée et trahie : Sarah (Farrah Forke)
- 2000 : Blanc comme l'enfer : Carla Kincaid (Elisabeth Rosen (en))
- 2002 : Firestarter : Sous l'emprise du feu : Charlene « Charlie » McGee (Marguerite Moreau)
- 2002 : Romance de rêve : Diane Beltrami (Guinevere Turner)
- 2003 : Un assassin en liberté : Kathrin Bahro (Esther Zimmering (de))
- 2003 : Femmes à Hollywood : Nikki Roman (Pascale Hulton)
- 2003 : Une célibataire à New York : Amanda (Sadie LeBlanc)
- 2004 : Coup de cœur, coup de foudre : Alix Mason (Sarah Alexander)
- 2004 : Cyclone, catégorie 6 : Le Choc des tempêtes : Rebecca Kerns (Chandra West)
- 2005 : La Huitième Plaie : Vicky (Julie Benz)
- 2005 : Icône : Sonia Astrova (Annika Peterson)
- 2005 : L'Incroyable Voyage de Mary Bryant : Mary Bryant (Romola Garai)
- 2006 : Tsunami : Les Jours d'après : Ellen (Kate Ashfield)
- 2006 : La Fille du Père Noël : Mary Class (Jenny McCarthy)
- 2007 : Le Jeu de la vérité : Wendy Hartman (Kira Clavell)
- 2007 : Une rivale dans la maison : Sarah Daniels (Rebecca Budig)
- 2007 : Joe's Palace (en) : Charlotte (Kelly Reilly)
- 2008 : Contre tout l'or du monde : Mary Bassett (Helene Joy)
- 2009 : Diamonds : Luna Koroma (Louise Rose)
- 2010 : Aftershock : Tremblement de terre à New York : Diane Agostini (Jennifer Garner)
- 2010 : Call-girl Undercover : Lizie (Jeanette Biedermann)
- 2011 : Une proie certaine : agent Mason (Kate Greenhouse)
- 2012 : Querelles de clocher : Christine Häberle (Karoline Eichhorn)
- 2012 : La Valse des cœurs : Emma Hell (Eva-Maria Grein von Friedl (de))
- 2013 : Dévorée par l'ambition : l'inspecteur Vetter (Krista Morin)
- 2014 : Le Sourire des femmes : Aurélie Bredin (Melika Foroutan)
- 2014 : Santa Con : Carol Guthrie (Melissa Sagemiller)
- 2015 : The Leisure Class (en) : Fiona (Bridget Regan)
- 2015 : Le Pays de Noël : Julie Cooper (Nikki DeLoach)
- 2017 : Coup de foudre à Paris : Lindsey Wilson (Rebecca Romijn)
- 2018 : La double vie de mon mari : Sara Ross (Katherine Bailess)
- 2018 : Alerte enlèvement : Ma fille a disparu ! : Ashley (Cristina Rosato)
- 2019 : Coup de foudre au château de glace : Jenny (Emilie Ullerup)
- 2019 : Quand Harry épouse Meghan : Mariage royal (en) : Kate Middleton (Laura Mitchell)
- 2019 : Ma fille, star des réseaux sociaux... : Lynn Kessler (Anne Dudek)
- 2019 : Inavouable tentation : Olivia (Elizabeth Leiner)
- 2020 : Maman ne te fera aucun mal : Nina Munson (Juliana Dever)
- 2020 : Une famille à tout prix ! : Karen Woodley (Krista Allen)
- 2021 : Dans la peau de sa fiancée... : Amelia Green (Lesa Wilson)
- 2021 : Maman disparue : L'Histoire vraie de Jennifer Dulos : Jennifer Farber Dulos (Annabeth Gish)
- 2022 : Trahison mortelle dans l'équipe : Brianna (Camille Calvin)
- 2023 : La Vengeance de Diana : Diana (Hannah Jane McMurray)
- 2024 : Ma mère, mon enfer : Madelyn (Lisa Rinna)

#### Émission
- 2021 : Friends : Les Retrouvailles : elle-même (Reese Witherspoon)

#### Séries d'animation
- 1998 : Superman, l'Ange de Metropolis : Supergirl (1re voix - saison 2, épisodes 40 et 41)
- 2000-2001 : Batman, la relève : Dana Tan (2e voix), Bobbi « Blade » Summer, Mary McGinnis
- 2001-2002 : Les Aventures de Buzz l'Éclair : la princesse Mira Nova et voix additionnelles
- 2003-2005 : Star Wars: Clone Wars : Asajj Ventress
- 2003-2006 : Teen Titans : Les Jeunes Titans : Sarasim / Arella
- 2008-2009 : Eliot Kid : Marguerite Kid
- 2008-2013 : Star Wars: The Clone Wars : Asajj Ventress
- 2011-2014 : Kung Fu Panda : L'Incroyable Légende : Maître Tigresse
- 2012 : Le Petit Prince : Flore (Planète des Libris)
- 2013 : Dofus : Aux trésors de Kerubim : Makra l'Orange (saison 1, épisode 9)
- 2015 : Thunderbirds : Lady Penelope Creighton-Ward[n 14]
- 2017-2020 : Spirit : Au galop en toute liberté : Cora Prescott
- 2019 : Fast and Furious : Les Espions dans la course : Miss Nullepart
- 2019[n 15] : Vinland Saga : Helga adulte
- 2020 : Transformers : La trilogie de la Guerre pour Cybertron : Elita 1
- 2021-2023 : What If...? : Maria Hill[n 16] (saison 1, épisode 7 et saison 2, épisode 3)
- 2022 : Demon Slayer: Kimetsu no Yaiba : Daki
- depuis 2022 : The Eminence in Shadow : Alpha
- 2023 : Agent Elvis : CeCe Ryder
- 2023 : Digman! (en) : voix additionnelles
- 2023 : Hero Inside : Mummy Girl
- 2023-2024 : Véra : Daphné Blake[n 17]
- 2024 : Star Wars: The Bad Batch : Asajj Ventress
- 2024 : Jentry Chau, une ado contre les démons (en) : Solar Tang
- 2025 : Tales of the Underworld : Asajj Ventress

### Jeux vidéo
- 2000 : Chicken Run : Mac Bec
- 2001 : Atlantide, l'empire perdu : la princesse Kidagakash « Kida » Nedakh
- 2003 : Sly Raccoon : Carmelita Fox
- 2003 : Primal : Jen
- 2003 : Pirates des Caraïbes : voix off cinématique
- 2004 : Spider-Man 2 : la Chatte noire
- 2004 : Sly 2 : Association de voleurs : Carmelita Fox
- 2004 : World of Warcraft : race humain sexe féminin, Anduin Wrynn (enfant), Jaina Portvaillant (Theramore) et Maîtresse de l'ombre Kiryn (MoP)
- 2004 : Alias : Sydney Bristow[n 18]
- 2005 : Jade Empire : Renard de soie
- 2005 : Peter Jackson's King Kong The Official Game of the Movie : Ann Darrow
- 2005 : Sly 3 : Carmelita Fox
- 2005-2010 : Les Enquêtes de Nancy Drew (8 jeux) : Nancy Drew
- 2005 : Prince of Persia : Les Deux Royaumes : Farah
- 2005 : Age of Empires III : la narratrice, Lizzie, Amelia Black et Nonahkee
- 2006 : Les Chevaliers de Baphomet : Les Gardiens du Temple de Salomon : Nicole Collard
- 2006 : Justice League Heroes : Zatanna
- 2006 : Dreamfall: The Longest Journey : Zoë Castillo
- 2007 : Neverwinter Nights 2: Mask of the Betrayer : Kaelyn la Colombe
- 2007 : Anno 1701 : La Malédiction du dragon : Grace Bonnêt
- 2007 : Mass Effect : Liara T'Soni
- 2007 : Assassin's Creed : Lucy Stillman[n 19] et voix additionnelles
- 2007 : Guild Wars : le personnage féminin du joueur
- 2007 : Clive Barker's Jericho : Corporal Simone Cole
- 2007 : BioShock : Diane McClintock, Tasha Denu et Jasmine Jolene
- 2008 : Mortal Kombat vs. DC Universe : Catwoman
- 2008 : Left 4 Dead : Zoey
- 2008 : Fallout 3 : Clover, Moira Brown, et Chevalier capitaine Durga
- 2008 : Far Cry 2 : Michèle Dachss
- 2008 : Dead Space : Kendra
- 2008 : Star Wars: The Clone Wars - Duels au sabre laser : Asajj Ventress
- 2009 : Uncharted 2: Among Thieves : Chloé Frazer
- 2009 : League of Legends : Sona
- 2009 : FEAR 2: Project Origin : Keira Stokes
- 2009 : Dragon Age: Origins : Leliana
- 2009 : Anno 1404 : Marie d'Artois
- 2009 : Brütal Legend : Ophelia
- 2009 : Star Wars: The Clone Wars - Les Héros de la République : Asajj Ventress
- 2010 : StarCraft 2: Wings of Liberty : Nova et l'aide de camp 23-46
- 2010 : Spider-Man : Dimensions : Dr Octopus 2099
- 2010 : Mass Effect 2 : Liara T'Soni
- 2010 : Assassin's Creed: Brotherhood : Lucrezia Borgia
- 2010 : Fable III : l'héroïne
- 2010 : Enslaved: Odyssey to the West : Trip
- 2010 : Dante's Inferno : Beatrice
- 2010 : The Kore Gang : Pixie
- 2011 : Uncharted 3 : L'Illusion de Drake : Chloé Frazer
- 2011 : Star Wars: The Old Republic : Vette
- 2011 : Resistance 3 : Suzanne Capelli
- 2011 : Dragon Age 2 : Leliana
- 2011 : DC Universe Online : Aphrodite, Question et Wonder Woman
- 2012 : Tekken Tag Tournament 2 : Lili (cinématique seulement)
- 2012 : Resident Evil 6 : Helena Harper
- 2012 : PlayStation All-Stars Battle Royale : Carmelita Fox
- 2012 : Mass Effect 3 : Liara T'Soni
- 2012 : Diablo III : la sorcière
- 2012 : Disney Princesses : Mon royaume enchanté : Cendrillon
- 2013 : Sly Cooper : Voleurs à travers le temps : Carmelita Fox
- 2014 : The Elder Scrolls Online : la reine Ayrenn[n 20]
- 2014 : Dragon Age: Inquisition : Leliana
- 2015 : Heroes of the Storm : Li-Ming et Nova
- 2016 : Lego Marvel's Avengers : Maria Hill[n 16]
- 2016 : Uncharted 4: A Thief's End : Chloé Frazer (multijoueur uniquement)
- 2016 : Final Fantasy XV : Gentiana
- 2016 : Dishonored 2 : Alexi Mayhew
- 2016 : Dead Rising 4 : Vicky Chu
- 2017 : Uncharted: The Lost Legacy : Chloé Frazer
- 2017 : Tekken 7 : Lili (cinématique seulement)
- 2017 : Assassin's Creed Origins : Deanna Geary
- 2017 : The Invisible Hours : Flora White
- 2018 : The Crew 2 : voix additionnelles
- 2018 : Detroit: Become Human : plusieurs androïdes
- 2020 : Assassin's Creed Valhalla : voix additionnelles
- 2020 : Cyberpunk 2077 : Alt Cunningham
- 2022 : Lost Ark : voix additionnelles
- 2022 : Need for Speed Unbound : Aaliyah
- 2023 : Forspoken : Tanta Cinta
- 2023 : Mortal Kombat 1 : Nitara[n 21]
- 2023 : Cyberpunk 2077: Phantom Liberty : voix additionnelles
- 2024 : Tekken 8 : Lili
- 2024 : Final Fantasy VII Rebirth : voix additionnelles
- 2024 : Star Wars Outlaws : ?

### Direction artistique

#### Films
- 2022 : Le Mauvais Esprit d'Halloween
- 2024 : Blitz

#### Séries télévisées
- 2022 : Wedding Season (en) (avec Alexis Tomassian et Mathias Kozlowski)

## Voix off
- 2011-2024 : voix d'habillage pour OCS

### Documentaires
- 2016 : Dennis Hopper: Uneasy Rider de Hermann Vaske : elle-même (Diane Kruger)
- 2022 : Harry and Meghan : elle-même (Lucy Frazer)